# کتوهگزوز
کتوهگزوز (Ketohexose) نوعی هگزوز (منوساکارید شش کربنه) است که دارای گروه کتون باشد. شایع‌ترین کتوهگزوزها، که هریک دارای دو انانتیومر (ایزومرهای D و L) است، عبارتند از: پسیکوز (psicose) , فروکتوز, سوربوز (sorbose) و تاگاتوز (tagatose). کتوهگزوزها در طیف وسیعی از pH پایدارند. pKa اولیه کتوهگزوزها برابر با ۱۰٫۲۸ است و تنها در pH بالا پروتون خود را از دست می‌دهند. در محیط محلول، پایداری کتوهگزوزها اندکی از آلدوهگزوزها کمتر است.

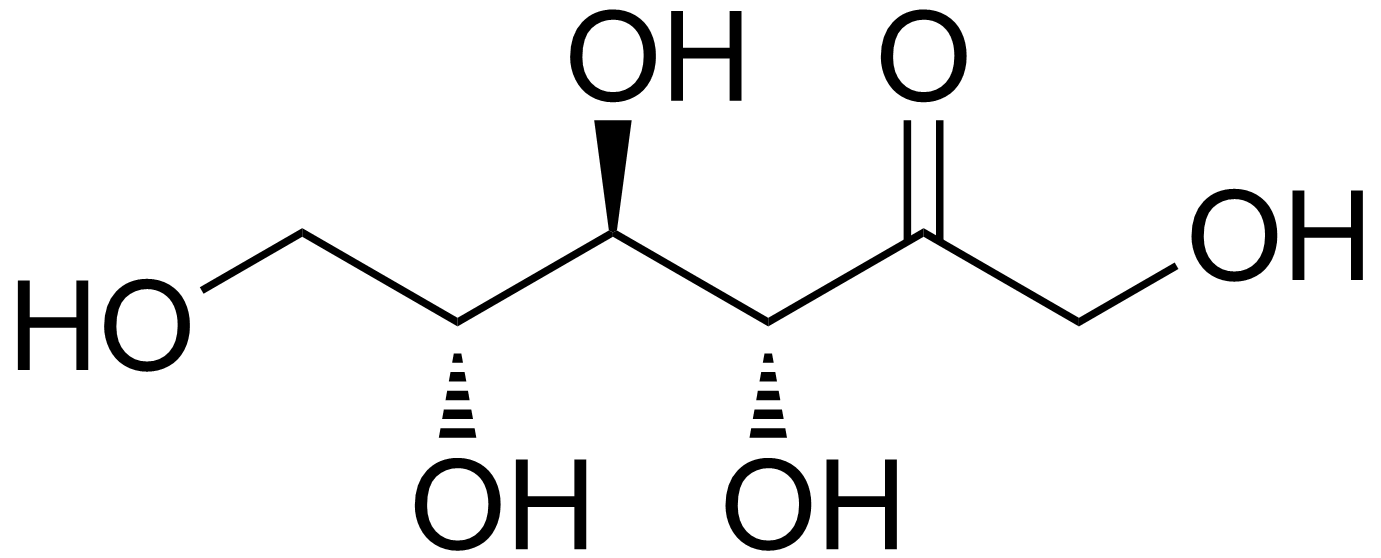
D-پسیکوز (قند)
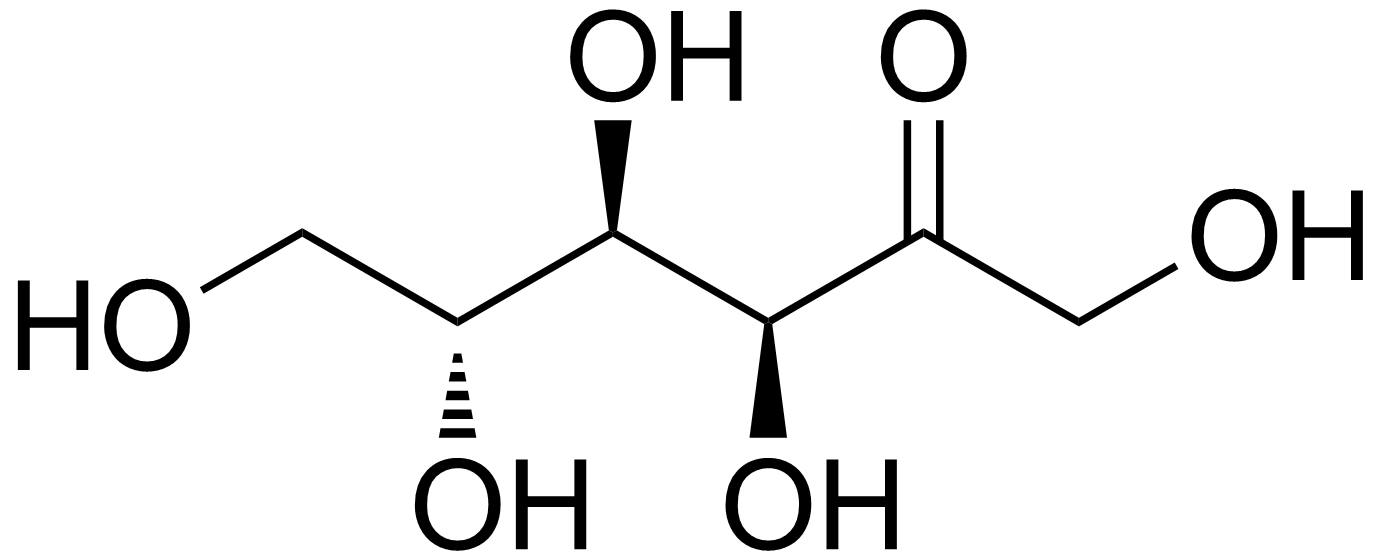
D-فروکتوز
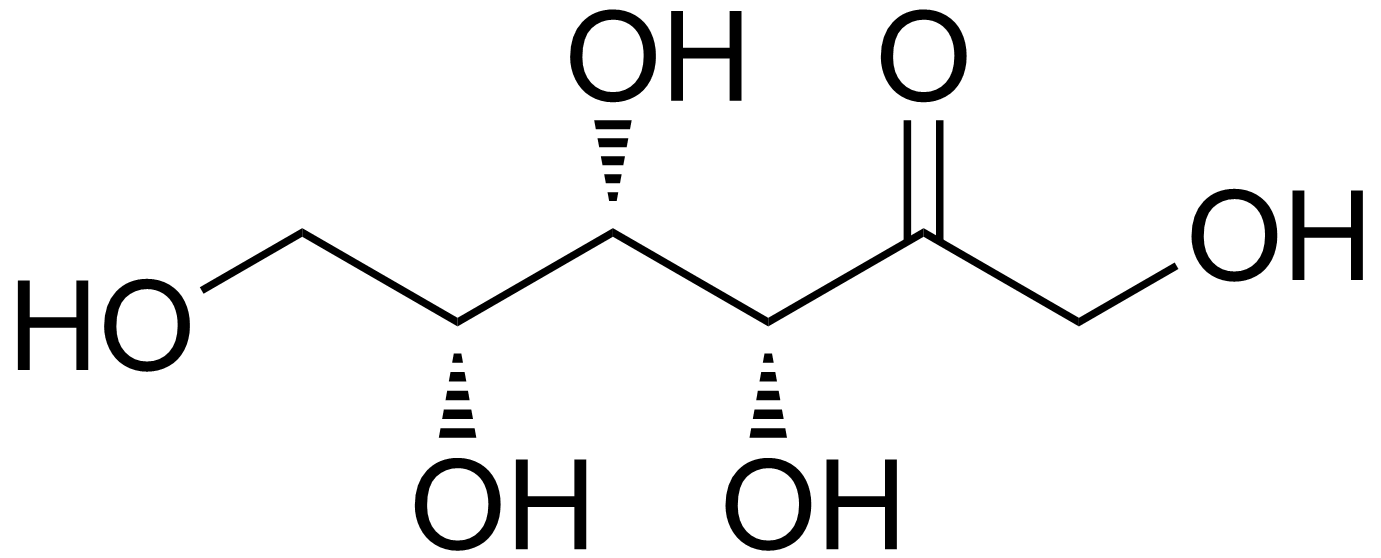
D-سوربوس
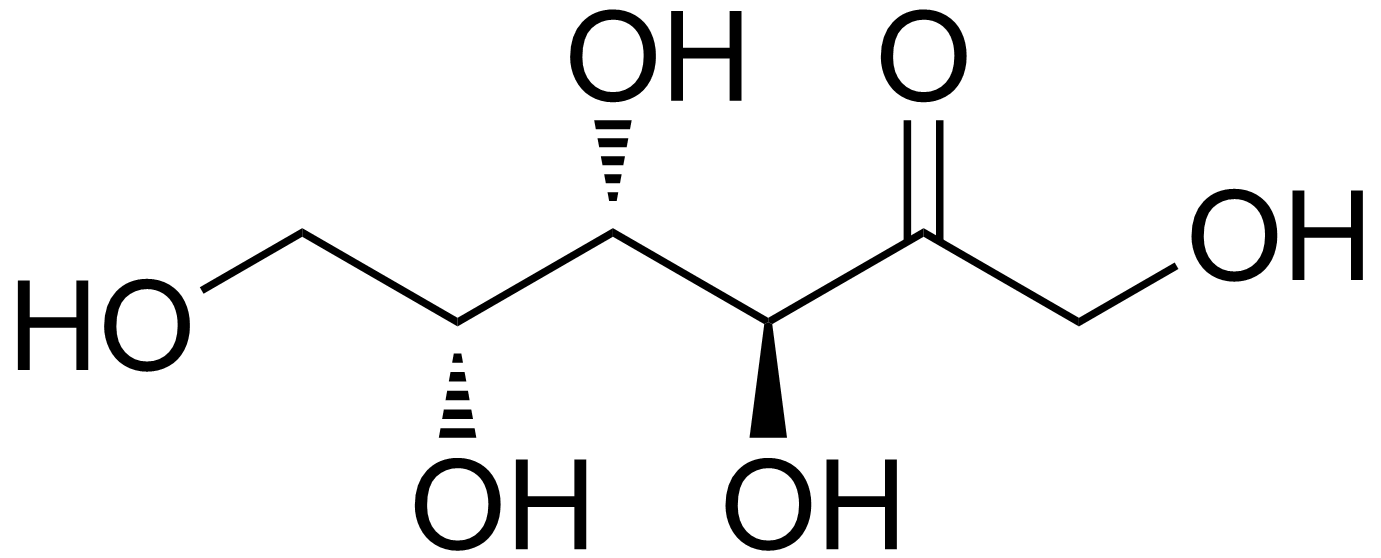
D-تاگاتوز

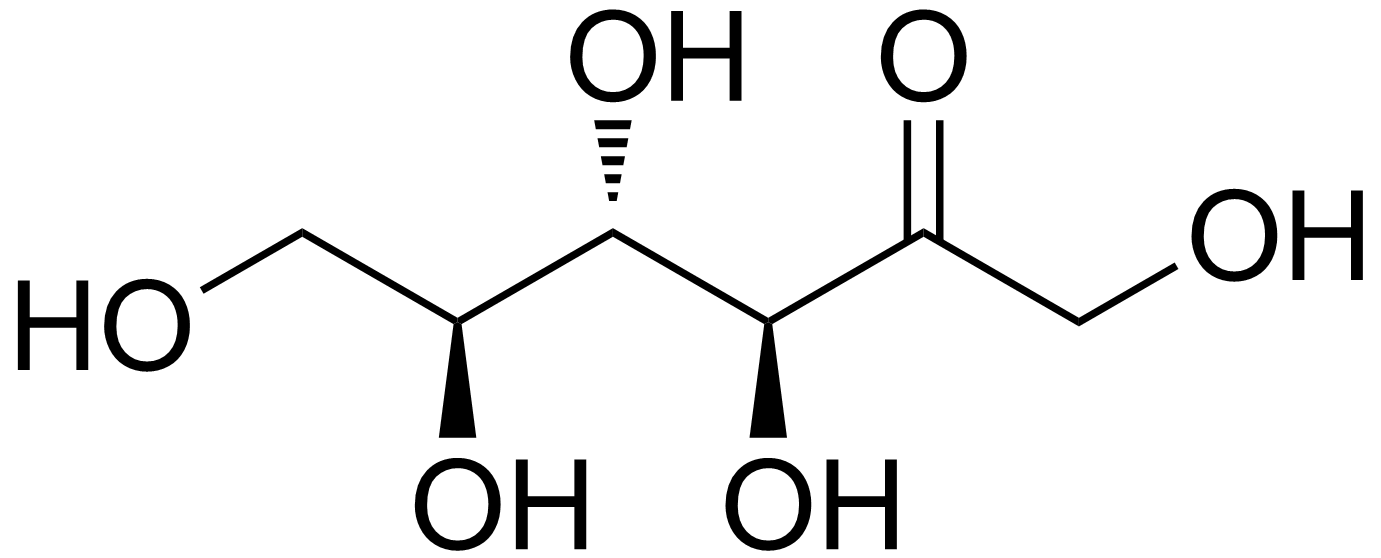
L-پسیکوز (قند)
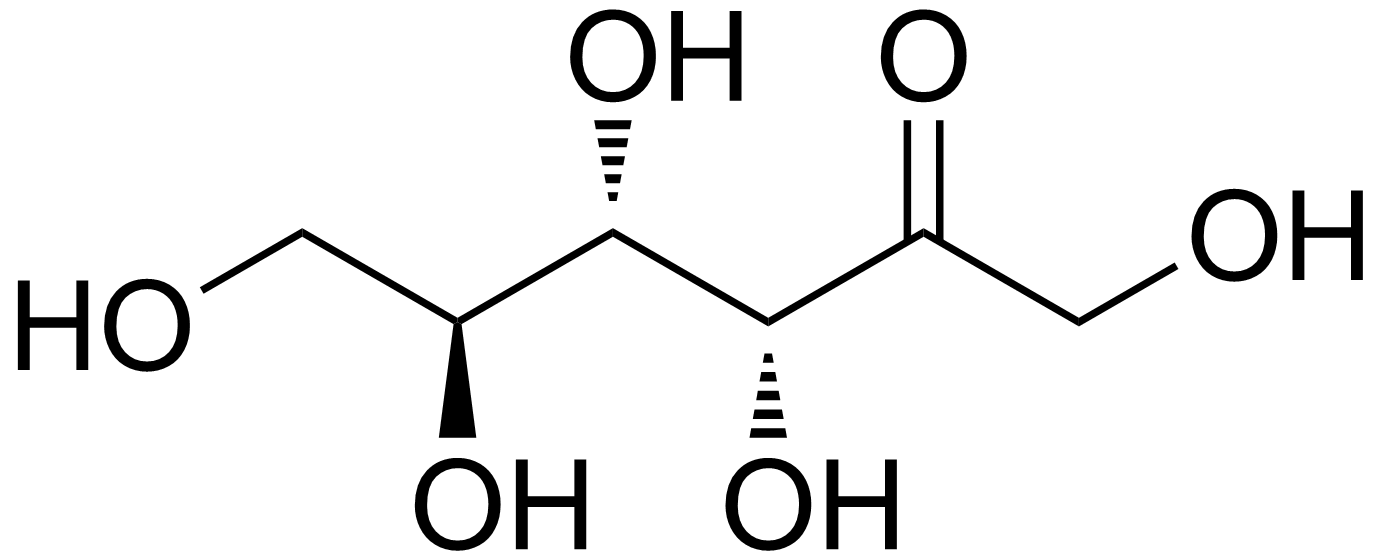
L-فروکتوز
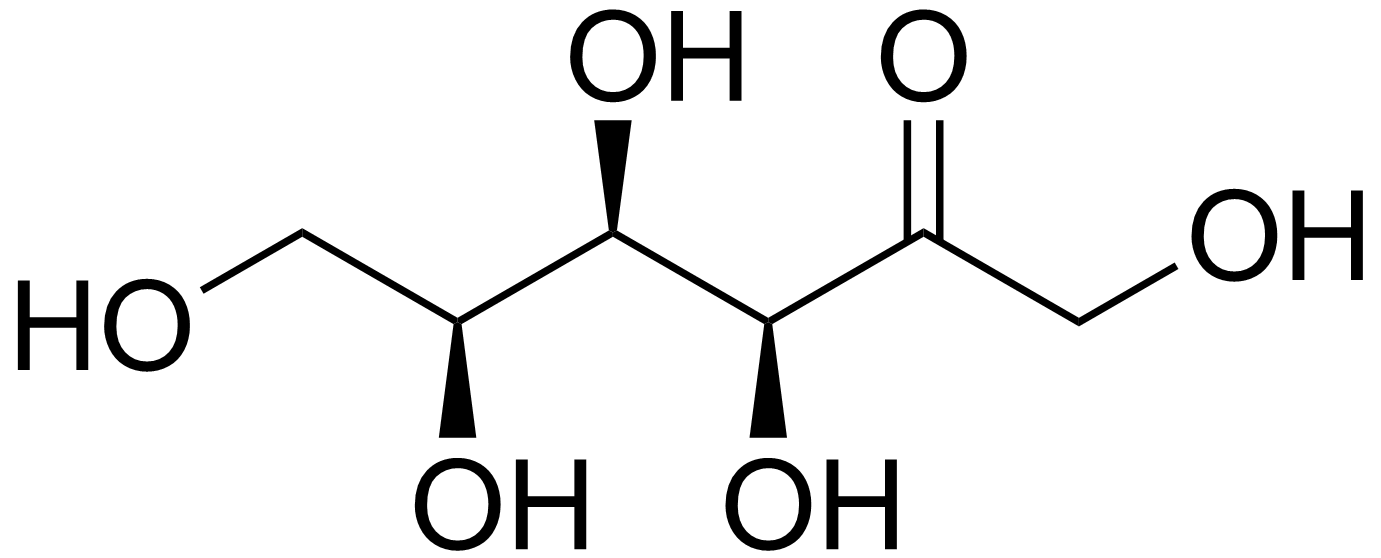
L-سوربوس
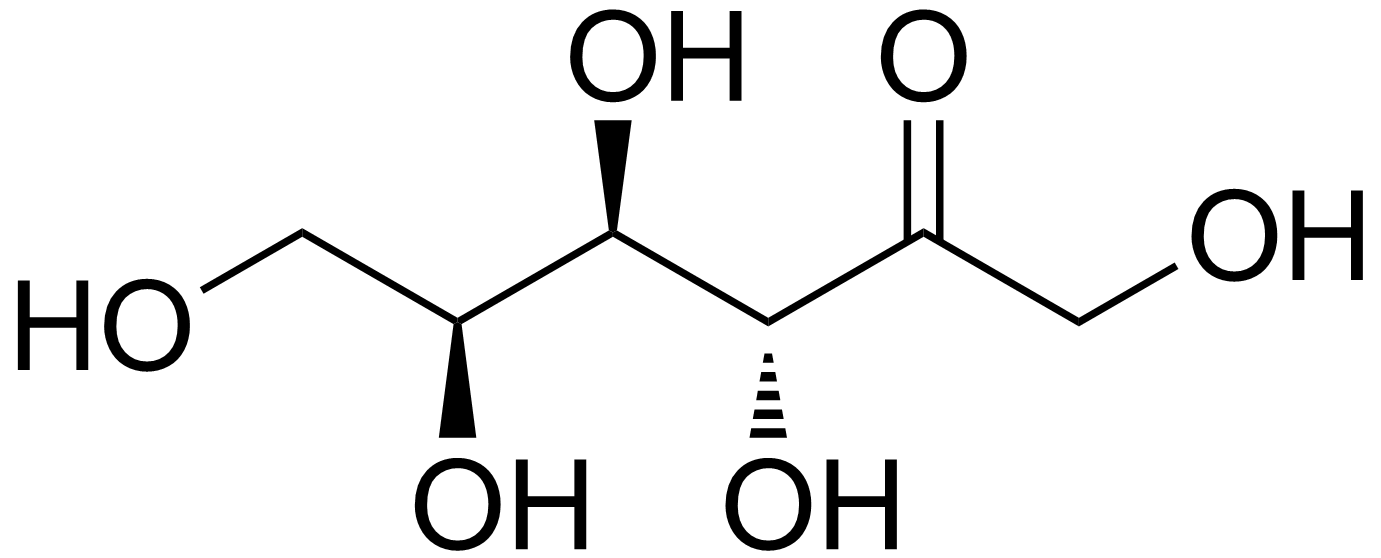
L-تاگاتوز